# Methanthiol
Methanthiol ist ein farbloses, unangenehm nach verfaultem Gemüse riechendes Gas.

## Synthese
Methanthiol erhält man durch Erhitzen von Methylhalogeniden mit Natriumhydrogensulfid und Schwefelwasserstoff in Ethanol:
{\displaystyle {\ce {CH3Br + NaSH -> CH3SH + NaBr}}}
Die technische Herstellung erfolgt durch Umsetzung von Methanol und Schwefelwasserstoff bei ca. 400 °C am wolframaktivierten Aluminiumoxid-Kontakt. Alternativ kann Methanthiol durch Reaktion von Kohlenstoffdisulfid (CS2/H2) und von Kohlenmonoxid  mit H2/H2S erfolgen.

## Vorkommen
Methanthiol kommt natürlich in Nüssen und Käse, aber auch im Blut, Gehirn und in anderen Organen des Menschen und von Tieren vor. Es entsteht beim bakteriellen Abbau von Proteinen. Ein Verursacher des unangenehmen Mundgeruchs beim Menschen ist – neben anderen flüchtigen schwefelhaltigen Verbindungen – Methanthiol.
Methanthiol ist ein Hauptzerfallsprodukt von Dimethylsulfoniopropionat (DMSP), das in Bakterien im Meerwasser vorkommt. Deshalb ist es in oberflächennahem Wasser nachweisbar. Methanthiol kann von Bakterien zu Dimethylsulfid umgesetzt werden.

## Physiologie
Größere Mengen Methanthiol, wie sie beim Abbau eines Überschusses der Aminosäure L-Methionin entstehen können, werden in den Mikrosomen der Leber teilweise zu Kohlenstoffdioxid und Sulfat oxidiert. Letzteres ist im Urin nachweisbar und senkt dessen pH-Wert.

## Eigenschaften
Chemisch gehört Methanthiol zur Gruppe der Alkanthiole und ist eine schwache Säure. Die kritische Temperatur liegt bei 196,8 °C, der kritische Druck bei 72,4 bar, die kritische Dichte bei 332 kg·m−3 und die Tripelpunkt-Temperatur bei −123,0 °C (Schmelztemperatur).

## Verwendung
Methanthiol wird aufgrund seines unangenehmen und anhaltenden Geruchs Erd- und Flüssiggas als Warnstoff zugesetzt, um auf Lecks aufmerksam zu machen  (Odorierung). Die Wahrnehmungsschwelle liegt für den Menschen bei etwa 2 mg/t (0,002 ppm).
Außerdem werden unter Verwendung von Methanthiol die Pflanzenschutzmittel Acephat, Alanycarb, Aldicarb, Aldoxycarb, Ametryn, Butocarboxim, Desmetryn, Dimethametryn, Dithiopyr, Methomyl, Methoprotryn, Oxamyl, Prometryn, Simetryn, Terbutryn, Thiodicarb und Thiofanox dargestellt.
Die als Futtermittelzusatz verwendete Aminosäure DL-Methionin wird ausgehend von Methanthiol im großindustriellen Maßstab erzeugt.